# Куп пет нација 1967.
Куп пет нација 1967. (службени назив: 1967 Five Nations Championship) је било 73. издање овог најелитнијег репрезентативног рагби такмичења Старог континента. а 38. издање Купа пет нација.
Титулу је освојила селекција Француске.

## Такмичење
Француска - Шкотска 8-9
Шкотска - Велс 11-5
Ирска - Енглеска 3-8
Енглеска - Француска 12-16
Шкотска - Ирска 3-5
Велс - Ирска 0-3
Енглеска - Шкотска 27-14
Француска - Велс 20-14
Ирска - Француска 6-11
Велс - Енглеска 34-21

## Табела
|   | Селекција                      | ИГ | Д | Н | И | ПД | ПП | ПР  | Б |  |
| - | ------------------------------ | -- | - | - | - | -- | -- | --- | - |  |
| 1 | Рагби репрезентација Француске | 4  | 3 | 0 | 1 | 55 | 41 | +14 | 6 |  |
| 2 | Рагби репрезентација Енглеске  | 4  | 2 | 0 | 2 | 68 | 67 | +1  | 4 |  |
| 3 | Рагби репрезентација Ирске     | 4  | 2 | 0 | 2 | 17 | 22 | -5  | 4 |  |
| 4 | Рагби репрезентација Шкотске   | 4  | 2 | 0 | 2 | 37 | 45 | -8  | 4 |  |
| 5 | Рагби репрезентација Велса     | 4  | 1 | 0 | 3 | 53 | 55 | -2  | 2 |  |

| Победник Купа пет нација 1967.              |
| ------------------------------------------- |
| Француска 4. титула првака Европе у рагбију |